# Gare d'Aspet-Sarradère
La gare d'Aspet-Sarradère est une gare ferroviaire française, fermée et déclassée, de la ligne de Saint-Gaudens à Aspet. Elle est située sur le territoire de la commune d'Aspet, dans le département de la Haute-Garonne, en région Occitanie.
Elle est mise en service en 1906 par la compagnie des chemins de fer du Sud-Ouest et définitivement fermée au trafic des voyageurs en 1936. Située sur une section déclassée et déferrée, le bâtiment est toujours présent, réaffecté en annexe de la Gendarmerie de montagne.

## Situation ferroviaire
Établie à 442 mètres d'altitude, la gare terminus d'Aspet-Sarradère était située au point kilométrique (PK) 21,0 de la ligne de Saint-Gaudens à Aspet, après la gare d'Aspet-Fontagnière.
C'est une gare fermée et déclassée située sur une section de ligne déclassée.

## Histoire
Lors de l'enquête sur l'avant-projet du « Tramway à vapeur de Saint-Gaudens à Aspet » il est proposé de modifier l'emplacement de la gare terminus du faubourg Fontagnères au faubourg Sarradère. Le Conseil général ratifie, cette modification des ingénieurs, le 29 août 1900.
La gare d'Aspet-Sarradère, achevée en septembre 1905. La ligne et la gare sont inaugurées le 17 septembre 1905, le train inaugural oublie de s'arrêter en gare d'Aspet-Fontagnères et poursuit son chemin jusqu'au terminus avant de comprendre son erreur et repartir en marche arrière pour la gare de Fontagnères où sont prévues les festivités . Il faut attendre encore trois mois pour la mise en service le 1er janvier 1906 par la compagnie des chemins de fer du Sud-Ouest, lorsqu'elle ouvre à l'exploitation sa ligne de ligne de Tramways de Saint-Gaudens à Aspet.
La gare avait un important service marchandise, la ligne disposait de 27 wagons, la gare devait débarquer les arrivées de produits manufacturés pour l'approvisionnement du canton et elle expédiait quotidiennement, par trains complets : « le bois de Paloumère, le plomb du Pal de Razé et les marbres d'Arguenos », mais aussi les productions locales avec notamment les pinces à linge et des objets en buis ainsi que des articles de ménage. À ces envois s'ajoutait des expéditions saisonnières de fruits, de viandes et gibiers (sangliers) ainsi que des « wagons entiers de châtaigniers pour le tanneries de Nay ».
Des chargements de traverses de chemin de fer étaient amenés au quai de chargement par une ligne à voie étroite Decauville qui reliait la scierie du canal et la gare.
La gare ferme en même temps que la ligne, le 10 janvier 1936. Les voies sont déposées en fin d'année 1942.

## Patrimoine ferroviaire
Fermé et désaffecté du service ferroviaire, le bâtiment voyageurs d'origine est réaffecté en annexe de la gendarmerie de haute montagne,. Le panneau de la gare de l'époque est toujours visible.